# Kap Arkona (Heard)
Das Kap Arkona ist eine felsige Landspitze an der Südwestseite der Insel Heard im südlichen Indischen Ozean. Es liegt zwischen den Mündungsgebieten des Lied- und des Gotley-Gletschers.
Das Kap wurde 1860 vom US-amerikanischen Robbenjäger H. C. Chester kartiert, der zu jener Zeit in den Gewässern um die Insel Heard operierte. Die Arcona unter Kapitän Paul von Reibnitz erkundete die Südküste der Insel im Februar 1874. Im australischen Melbourne unterrichtete von Reibnitz die Challenger-Expedition über die Ergebnisse seiner Erkundungen, infolgedessen besagtes Kap unter der hier aufgeführten Benennung in Kartenmaterial der britischen Admiralität erschien.